# Валя-Урсулуй (Нямц)
Валя-Урсулуй (рум. Valea Ursului) — село у повіті Нямц в Румунії. Входить до складу комуни Валя-Урсулуй.
Село розташоване на відстані 273 км на північ від Бухареста, 55 км на схід від П'ятра-Нямца, 55 км на південний захід від Ясс.

## Населення
За даними перепису населення 2002 року у селі проживали 888 осіб, усі — румуни. Усі жителі села рідною мовою назвали румунську.